# Cymodoceaceae
Famille
Classification APG III (2009)
Les Cymodoceaceae  sont une famille de plantes monocotylédones qui comprend moins de vingt espèces réparties en 4-5 genres.
Ce sont des plantes herbacées aquatiques marines, pérennes, rhizomateuses des zones subtropicales à tropicales. Leur rhizome est rampant, herbacé et monopodial, ou ligneux et sympodial.

## Étymologie
Le vient du genre Cymodocea qui dérive du grec « Cymodocé » (divinité marine qui fait partie des Néréides), pour qualifier une plante qui vit dans la mer.

## Liste des genres
Selon World Checklist of Selected Plant Families (WCSP) (15 avr. 2010), Angiosperm Phylogeny Website (16 mai 2010) et NCBI (15 avr. 2010) :
- genre Amphibolis C.Agardh (1822)
- genre Cymodocea K.D.Koenig (1806)
- genre Halodule Endl., Gen. Pl. (1841)
- genre Syringodium Kütz. (1860)
- genre Thalassodendron Hartog

| Selon DELTA Angio (15 avr. 2010) : - genre Amphibolis - genre Cymodocea - genre Halodule - genre Syringodium | Selon ITIS (15 avr. 2010) : - genre Cymodocea Koenig - genre Halodule Endl. - genre Syringodium Kütz. - genre Thalassodendron Hartog |

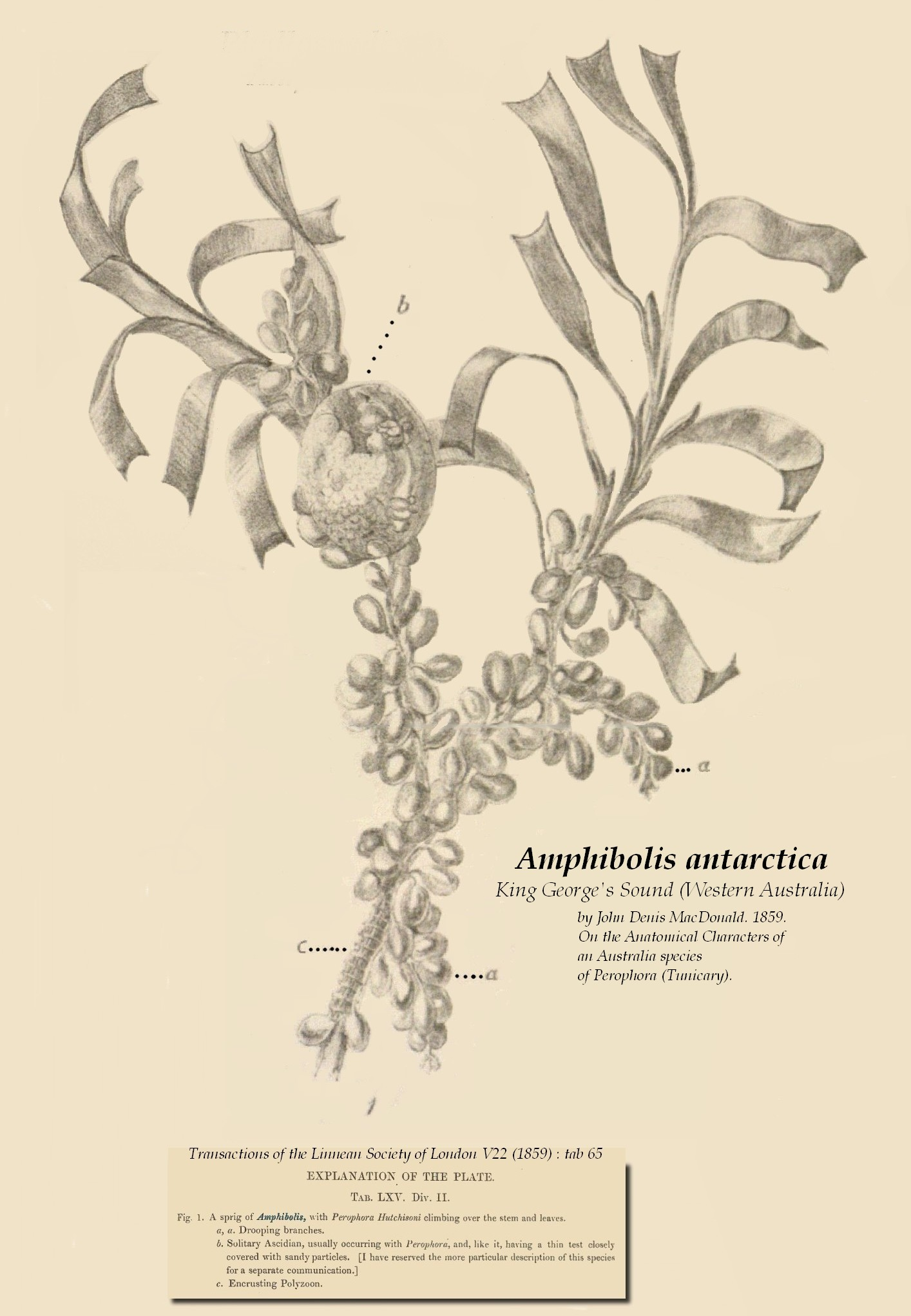
Amphibolis antarctica
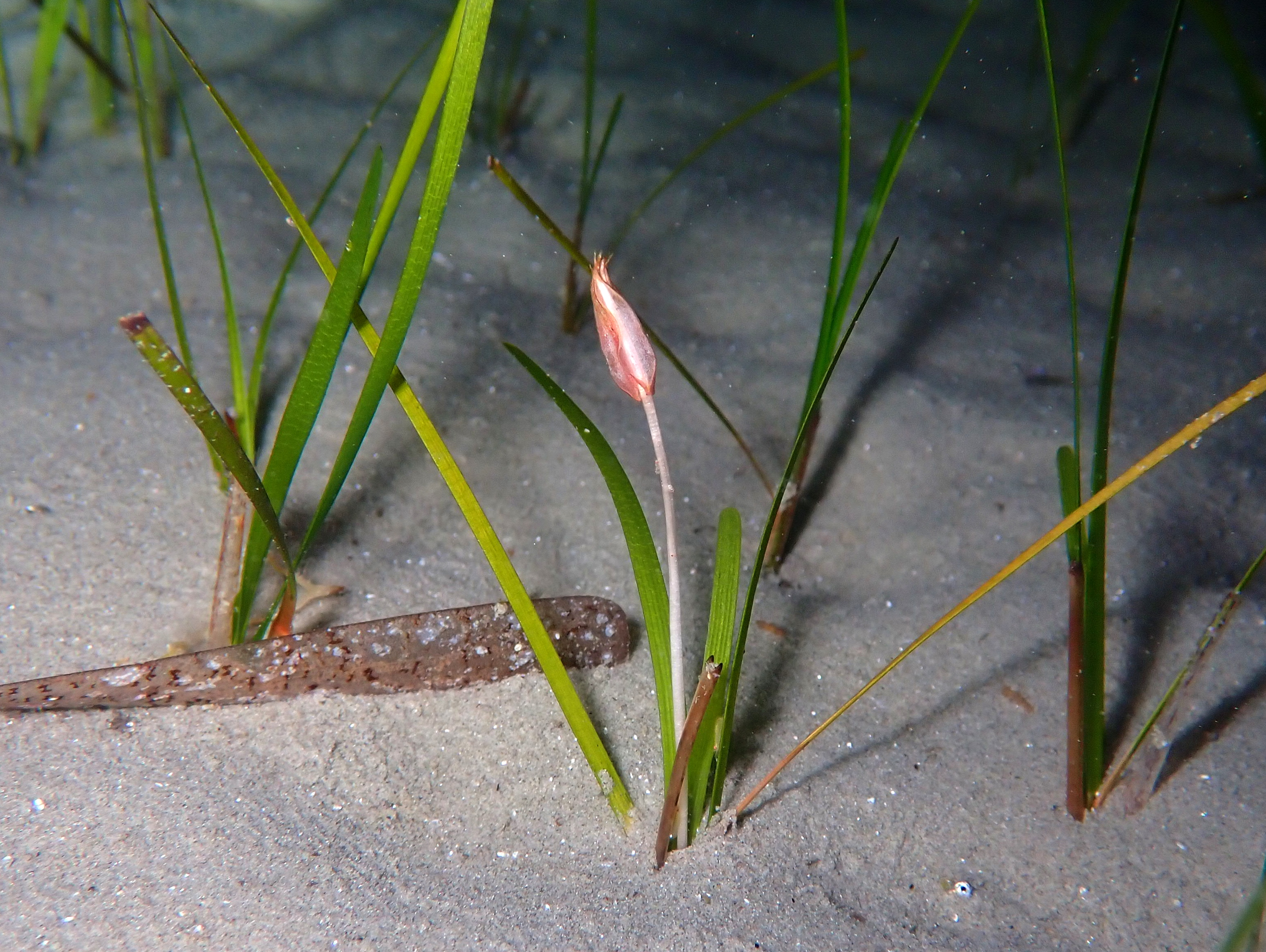
Cymodocea nodosa
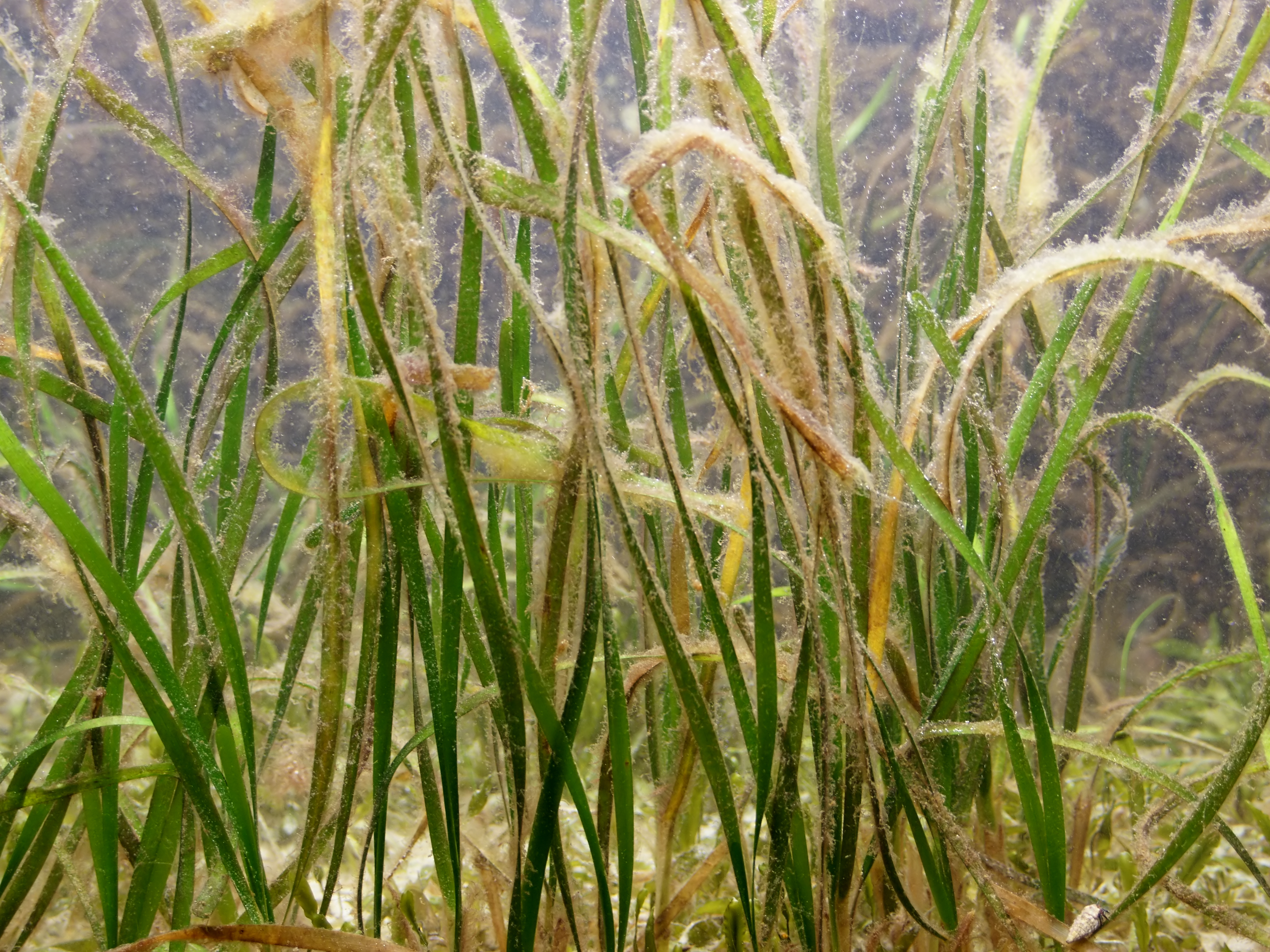
Halodule wrightii
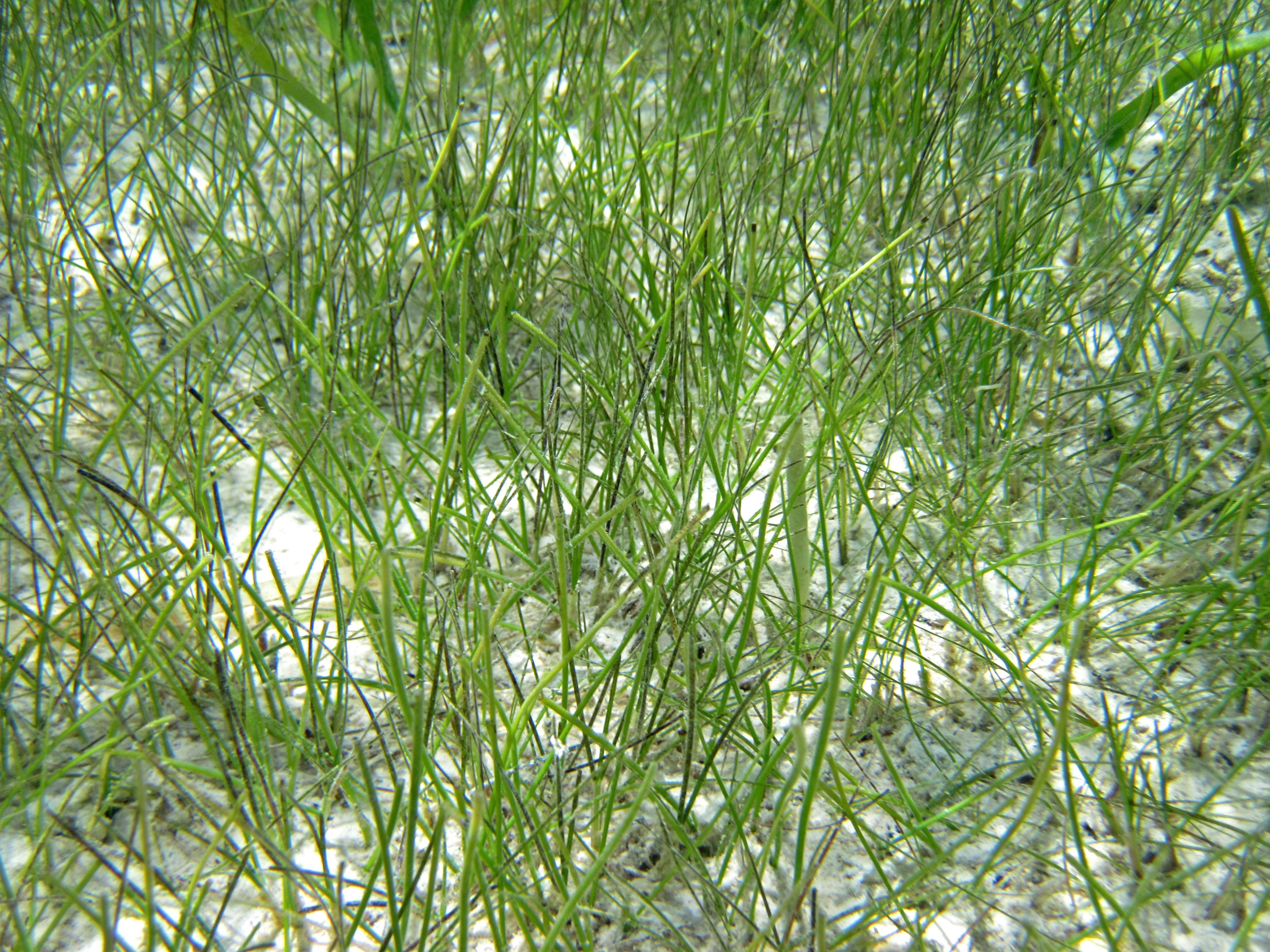
Syringodium filiforme
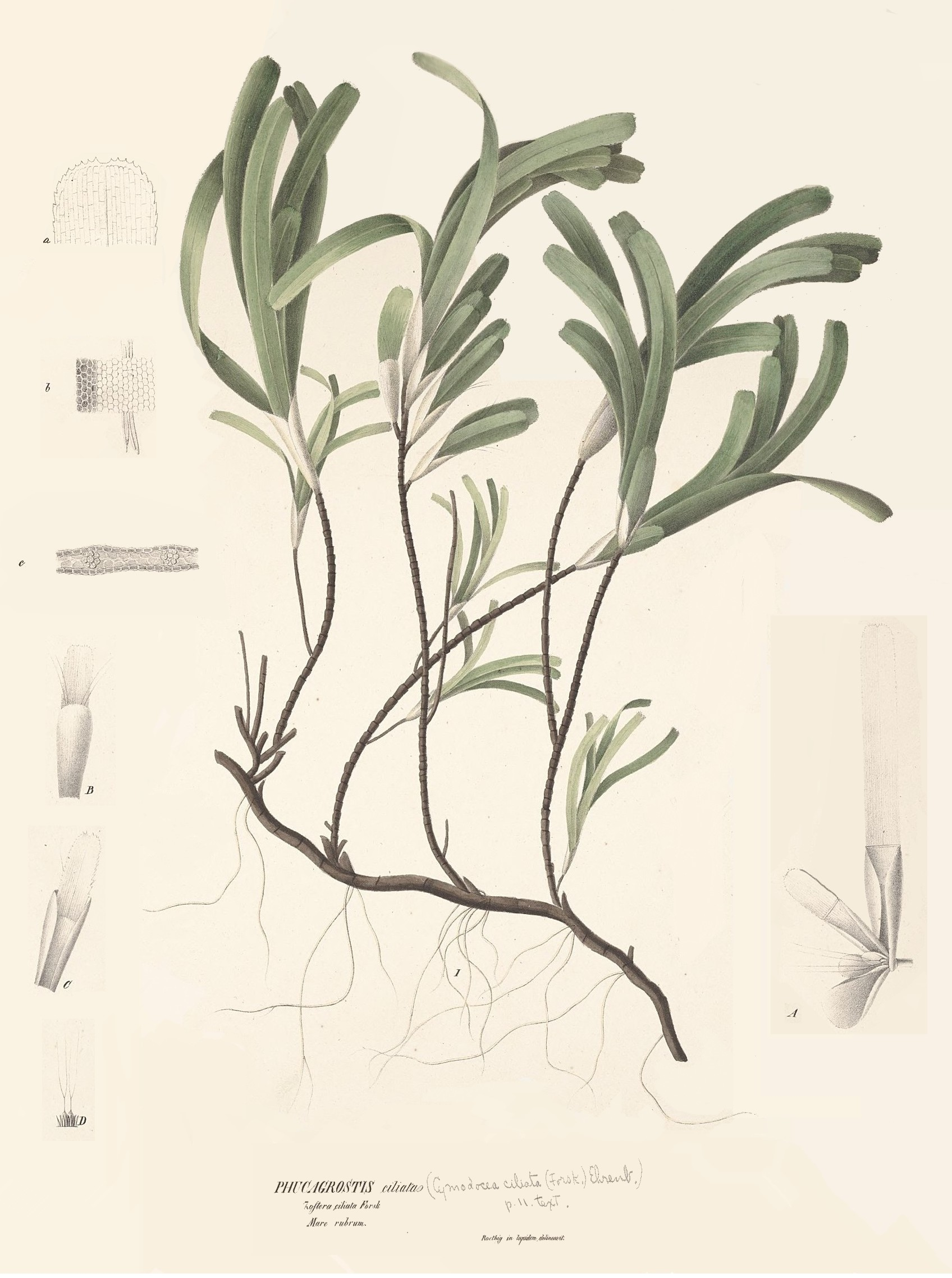
Thalassodendron ciliatum

## Liste des espèces
Selon NCBI (16 mai 2010) :
- genre Amphibolis
  - Amphibolis antarctica
- genre Cymodocea
  - Cymodocea nodosa
  - Cymodocea serrulata
- genre Halodule
  - Halodule beaudettei
  - Halodule pinifolia
  - Halodule uninervis
  - Halodule wrightii
- genre Syringodium
  - Syringodium filiforme
  - Syringodium isoetifolium
- genre Thalassodendron
  - Thalassodendron pachyrhizum